# Tesh Sidi
Teslem Andala Ubbi (Camps de refugiats de la província de Tindouf, 30 de maig de 1994), més coneguda com Tesh Sidi (àrab: تسلم سيدي), és una enginyera informàtica i política sahrauí amb ciutadania espanyola. Va ser elegida membre al Congrés dels Diputats com a número tres per la llista de Sumar a Madrid després de ser nominada per Més Madrid, amb qui ja s'havia presentat a les eleccions autonòmiques a l'Assemblea de Madrid de 2023 com a número onze, tot i que finalment va ser rebutjada per la junta electoral per un problema en el cens electoral en què apareixia empadronada a Màlaga enlloc de a Madrid.

## Trajectòria
Tesh Sidi va néixer als camps de refugiats sahrauís situats a Tindouf, a Algèria, el 30 de maig de 1994. Es va criar amb la seva àvia a Mauritània entre els quatre i els set anys seguint un estil de vida beduí, tornant després a Tindouf. Es va traslladar a Banyeres de Mariola als 12 anys per a viure amb una família d'acollida, va graduar-se en Enginyeria Informàtica a l'Escola Politècnica Superior de la Universitat d'Alacant, i després va anar a viure a Madrid per a treballar. Posteriorment va realitzar un màster en Big Data i Intel·ligència Artificial a la Universitat Europea de Madrid.
Després de l'esclat dels enfrontaments al Sàhara Occidental del 2020 com a part del conflicte del Sàhara Occidental, Sidi es va involucrar en l'activisme pel dret a l'autodeterminació del poble sahrauí, assumint la presidència de l'Associació Sahrauí a Madrid. Més endavant va crear Saharawis Today, una plataforma de comunicació digital especialitzada en el conflicte sahrauí.
Tesh Sidi va participar al XVI Congrés del Front Polisario, a més de cobrir l'esdeveniment per al seu mitjà. Sidi no forma part de la direcció ni de la militància del Front Polisario, però considera que l'organització «representa tots els sahrauís».
És la primera dona sahrauí a ser membre del Congrés dels Diputats i la primera sahrauí des de la Transició espanyola. després del resultat de les eleccions generals de 2023. La seva presència va ser criticada per la premsa marroquina i celebrada pel delegat del Front Polisario a l'Espanya, Abdullah Arabi.
Va obtenir la ciutadania espanyola el juny del 2022 després de 20 anys de residència ininterrompuda a l'Estat espanyol. SIdi també té la nacionalitat de la República Àrab Sahrauí Democràtica, no reconeguda per Espanya, fet que li va comportar problemes administratius fins que es va regularitzar la seva situació.